# Делаш, Марио
Марио Делаш (хорв. Mario Delaš; родился 16 января 1990 года в Сплите, СФРЮ) — хорватский баскетболист, играющий на позиции тяжёлого форварда.

## Карьера

### Клубная
Делаш начал свою профессиональную карьеру в сезоне 2006/2007 за клуб «Сплит». В январе 2010 года он подписал контракт с «Жальгирисом» на три с половиной сезона. В сезоне 2010/2011 Марио был отдан в аренду клубу «Цибона».

### Сборная
Делаш играл за молодёжные сборные Хорватии всех возрастов. В 2008 году Марио завоевал бронзу на чемпионате Европы (до 18 лет), проходившем в Греции. На следующий год он также выиграл бронзу и стал самым ценным игроком, но уже на чемпионате мира (до 19 лет) 2009.